# Alfred Schliz

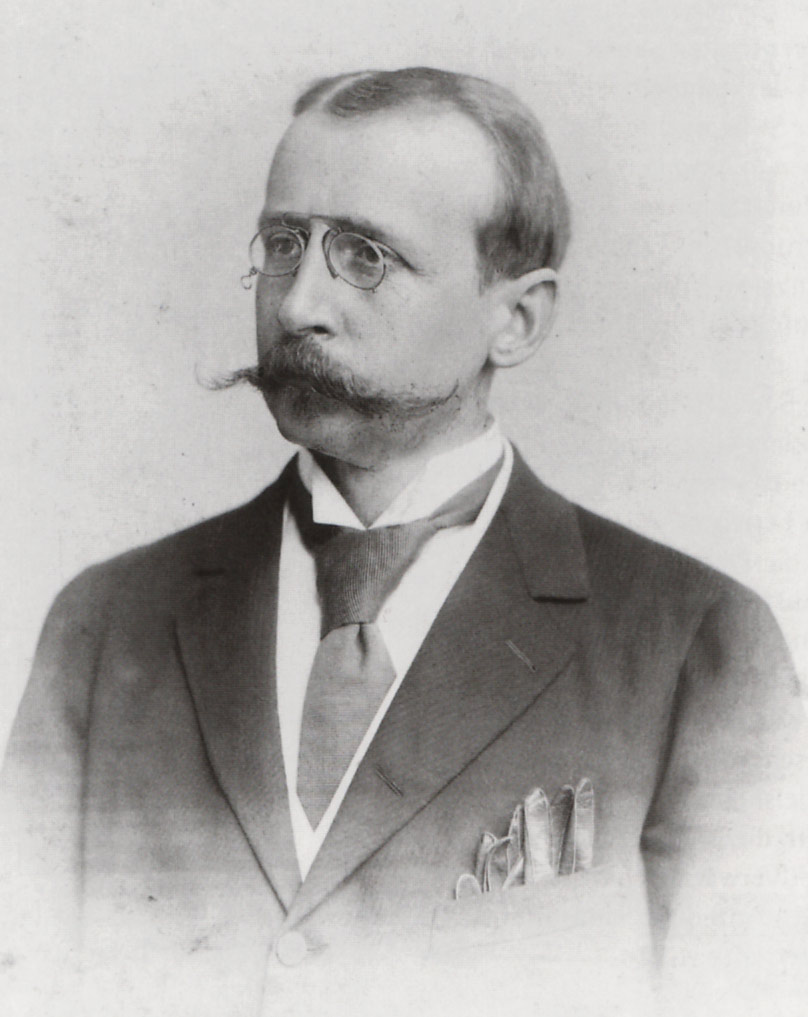
Alfred Schliz 1877

Joseph Christoph Alfred Schliz (* 18. September 1849 in Heilbronn; † 22. Juni 1915 ebenda) war ein deutscher Arzt, Amateur-Anthropologe und Archäologe, der die steinzeitliche Großgartacher Kultur entdeckte. Er gilt zu seiner Zeit als einer der bedeutendsten deutschen Prähistoriker und befasste sich vor allem mit der Urgeschichte Süddeutschlands und des Alpengebietes. Er hat sich außerdem um die Förderung des Heilbronner Museumswesens verdient gemacht.

## Leben

### Familie
Alfred Schliz entstammt einer ursprünglich in der Wetterau ansässigen Familie, die mit seinem Großvater Joseph Christian von Schliz (1780–1861), dem für seine Verdienste geadelten württembergischen Oberamtmann von Heilbronn, zu Beginn des 19. Jahrhunderts in Heilbronn angelangt war.
Alfred Schliz' Vater, Adolf Schliz (1813–1877), war ab 1843 Arzt, ab 1873 Stadtarzt in Heilbronn und hatte außer Sohn Alfred noch zwei Töchter: Maria Charlotte Katharina (* 1848) und Pauline Caroline Mathilde (* 1858). Alfred Schliz war in erster Ehe ab 1877 mit Eugenie Amalie Meißner verheiratet, mit der er den Sohn Alfred hatte und die bei der Geburt der Tochter Herta 1880 verstarb. Vier Jahre nach ihrem Tod heiratete er Bertha Emilie Link (Tochter des Heilbronner Kommerzienrats Louis Link), mit der er weitere drei Kinder bekam: Gerolf, Manfred und Renate.

### Stadtarzt und Bauherr

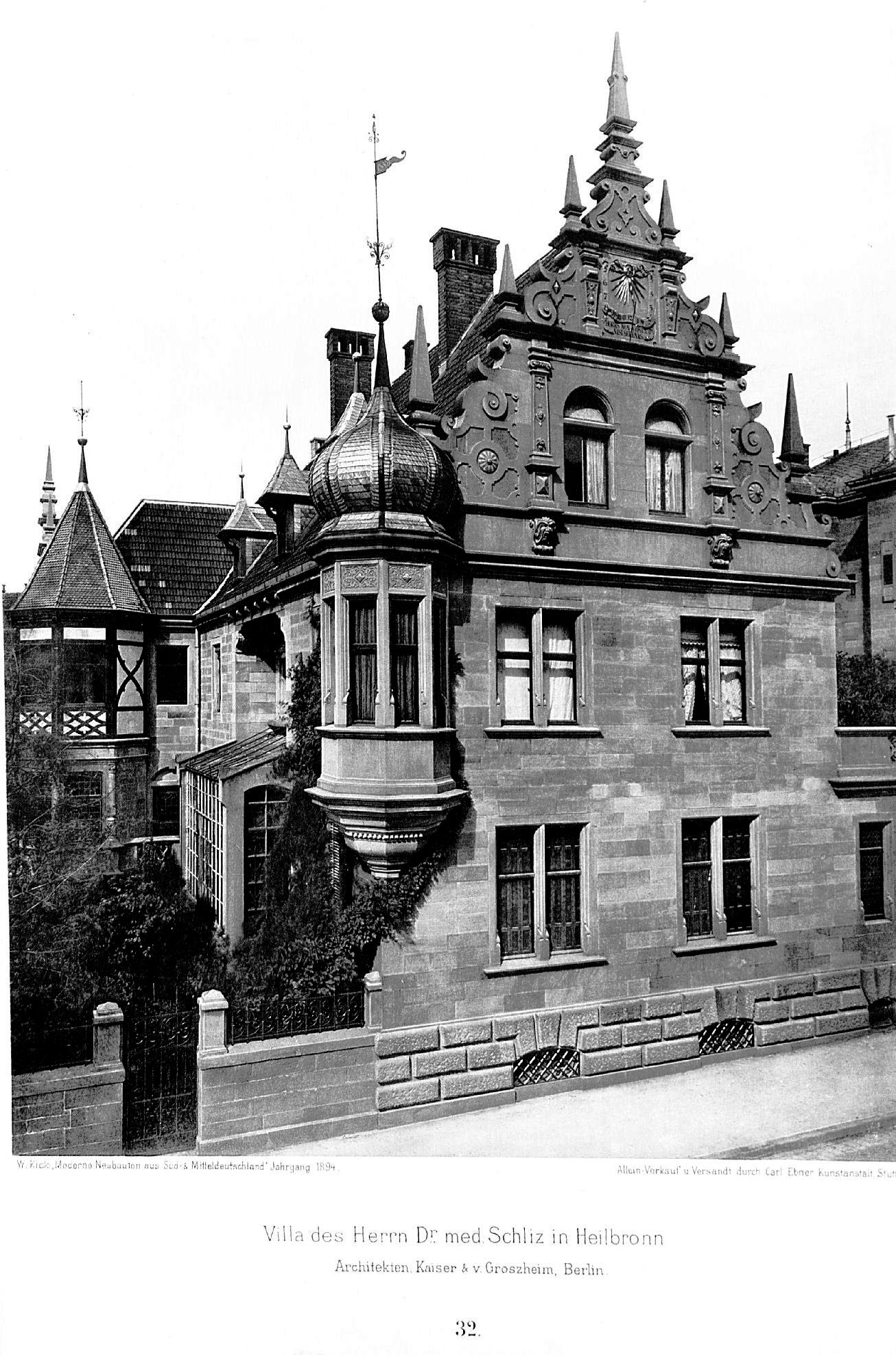
Stadthaus von Schliz an der Hohen Straße in Heilbronn

Alfred Schliz studierte ab 1867 Medizin in Tübingen, Leipzig und Freiburg. Während seines Studiums wurde er im Wintersemester 1867/68 Mitglied der Burschenschaft Germania Tübingen.
Im Deutsch-Französischen Krieg 1870/1871 wurde er als Kriegsfreiwilliger Feldarzt. Nach dem Krieg blieb er als Assistenz-Arzt des Landwehrregiments in Heilbronn noch bis 1882 in militärischem Dienst. 1873 schrieb er seine Abschlussarbeit über Elefantiasis und ließ sich im Folgejahr als Arzt in Heilbronn nieder. 1877 trat er wie sein 1876 verstorbener Vater Adolf Schliz eine Stelle als Stadtarzt in Heilbronn an, wo er sich u. a. der öffentlichen Gesundheitspflege als Schularzt und der Tuberkulosevorsorge widmete. 1898 erhielt er vom Statistischen Landesamt in Stuttgart den Auftrag zur Beschreibung der Abstammung und Entwicklung der Bevölkerung im Oberamt Heilbronn. Aus den nachfolgenden Messungen und Untersuchungen erwuchs sein Interesse an anthropologischen Themen, die er später auch durch Grabungen und ähnliches zu ergründen suchte.

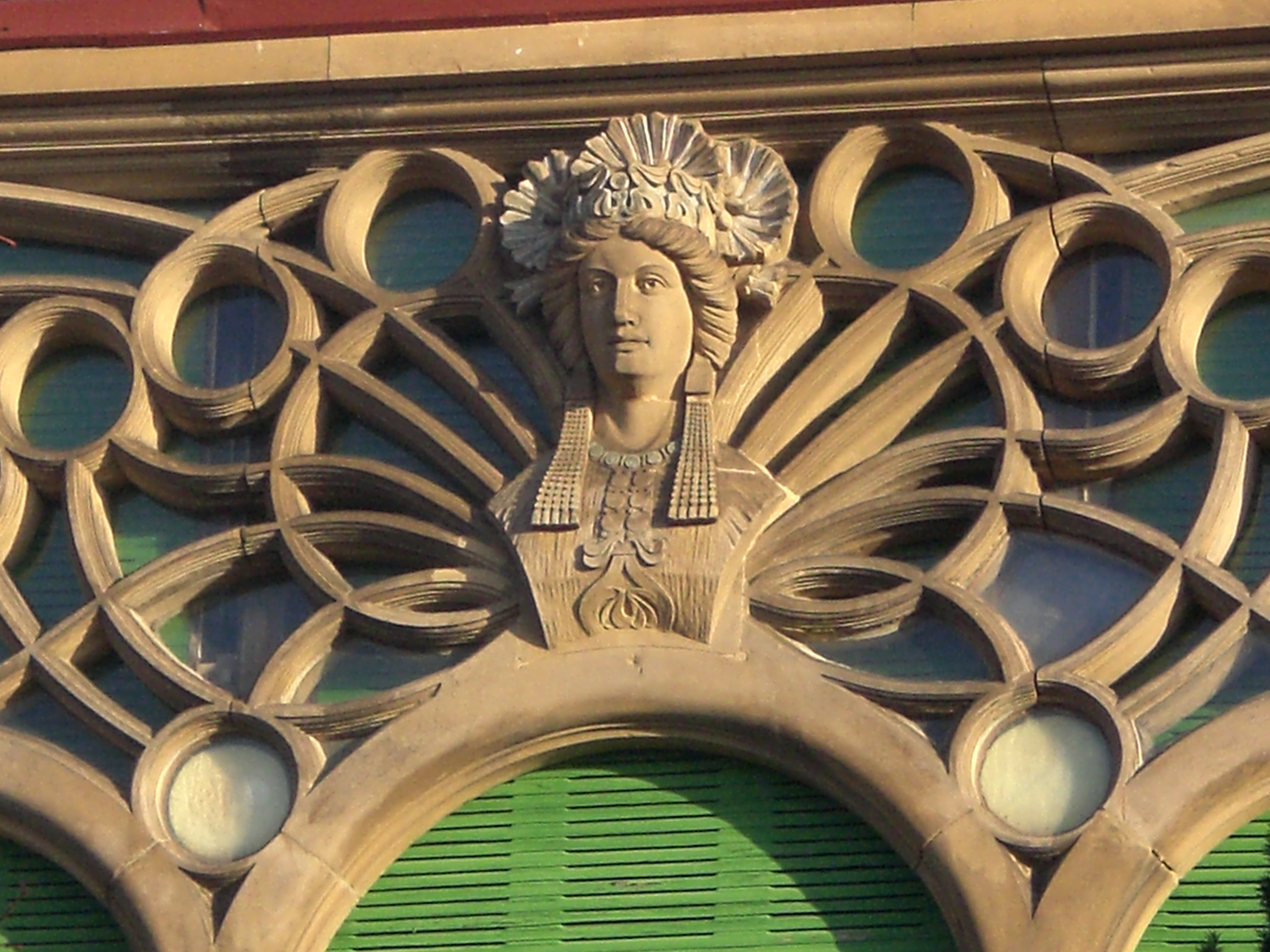
Büste der Sigilgaita am Sommerhaus Villa Schliz in Heilbronn

Obwohl sich sein spätes Lebenswerk insbesondere durch archäologische und regionalgeschichtliche Taten und Werke auszeichnet, wirkte er bis zu seinem Tod weiterhin als Arzt in Heilbronn. Er war Leiter des Erholungshauses (späterer Katharinenstift) in Heilbronn und er war an der Einrichtung eines Sanatoriums auf Schloss Horneck in Gundelsheim beteiligt. 1899 wurde er für seine ärztlichen Verdienste zum Hofrat ernannt. 1913 schied er als Stadtarzt aus, nahm dieses Amt dann nach Ausbruch des Ersten Weltkriegs 1914 nochmals kurz auf und betreute ein Hilfslazarett, legte das Amt jedoch krankheitsbedingt noch im selben Jahr wieder nieder.
Schliz hinterließ auch als Bauherr Spuren in Heilbronn. Seine Stadthaus ließ er 1885 von den prominenten Berliner Architekten Heinrich Kayser und Karl von Großheim in der Hohen Straße in Heilbronn errichten. Das Gebäude war ein repräsentatives „Stadt-Schlösschen“ im Stil des Historismus, mit prachtvollem Ziergiebel und Erker mit Zwiebeldach. Auf dem Heilbronner Lerchenberg folgte dann 1901 als Sommerhaus mit Wirtschaftshof die Villa Schliz als Landhaus im Jugendstil. Die heute denkmalgeschützte Villa zählt zu den architektonisch auffälligsten Bauwerken in Heilbronn, da der an ihr zu sehende florale Jugendstil sonst selten in Württemberg ist. 1904 wurde außerdem auf Schliz' Initiative der aus dem 16. Jahrhundert stammende Siebenröhrenbrunnen bei der Heilbronner Kilianskirche wiederhergestellt und ist seitdem eines der Wahrzeichen der Stadt.

### Anthropologe und Archäologe
Im Alter von 50 Jahren veröffentlichte Schliz 1899 seine erste Schrift, die die Abstammung und Körperbeschaffenheit der Bevölkerung im Oberamtsbezirk Heilbronn zum Gegenstand hatte. Seine zeitliche Zuordnung historischer Relikte ist darin zwar schon sicherer als es frühere Autoren wie Karl Wilhelmi waren, aber auch Schliz ist noch nicht frei von mythologischen Vorstellungen wie „Volksburgen“. Für die Kategorisierung der Bevölkerung des Oberamts von der Steinzeit bis zum Mittelalter nach verschiedenen Rassetypen hatte er 1898 mehr als 1400 zwölf- bis 14-jährige Schüler nach Kopfform, Haarfarbe usw. untersucht. Die Klassifikation von Rassen beschäftigte ihn zeitlebens. Noch 1912 beschrieb er in seiner Klassifikation der diluvialprähistorischen Rassen beispielsweise die Herkunft des Menschen vom Neandertaler über Brünner-Form, Cro-Magnon-Mensch und Grimaldirasse bis zu drei „Endformen“: den schmalen und breiten „Langkopfrassen“ sowie den „Kurzkopfrassen“.
Sein anthropologisches und prähistorisches Wissen eignete sich Schliz rein autodidaktisch an. Er stand dem Historischen Verein Heilbronn nahe, der 1879 bereits ein Historisches Museum im Heilbronner Fleischhaus eröffnete und damals schwerpunktmäßig die Vor- und Frühgeschichte durch Bodenforschung betrieb. Da er sah, wie ungenügend bei bisherigen Grabungen beobachtet worden war, unternahm er ab 1898 eigene Grabungen. 1899 wurde er als Nachfolger von Friedrich Betz Vorsitzender des Historischen Vereins und damit auch Leiter des Heilbronner Museumswesens.
Nach dem Auftauchen eines angeblich 1898 am Heuchelberg bei Großgartach auf der heutigen Gemarkung von Leingarten gefundenen Serpentinitbeils begann Schliz 1899 mit Hilfe des Ingenieurs Albrecht Bonnet an der vorgeblichen Fundstelle zu graben, da er die topographischen Gegebenheiten des Ortes im Gewann Sumpfwörschig als günstig für eine vorzeitliche Siedlung erkannte. An der Stelle, die zuvor bereits von Dritten auf der Suche nach verkäuflichen Funden durchwühlt worden war, verortete er mehrere rechteckige, steinzeitliche Wohnstellen. Die von Bonnet und Schliz entwickelte Grabungsmethode, die sich auf ausgesuchte einzelne interessante Stellen anstelle großflächig auf ein ganzes Areal konzentriert, trägt bis heute den Namen Bonnet-Schlizsche-Methode. Bei den 13 Jahre andauernden Grabungen wurde neben Gebäudespuren auch Keramik gefunden, die Schliz auf das 3./4. Jahrtausend v. Chr. datierte und die mit bisherigen Funden nicht vergleichbar war. Schliz prägte den Begriff Großgartacher Kultur für die von ihm gefundene Linearkeramik.
Der Großteil von Schliz' eigenen Fundstellen liegt um Großgartach (siehe Steinzeitliche Siedlung von Großgartach), da er nach dem großen dortigen Fund nur noch in Ausnahmefällen andernorts grub. Er beschäftigte sich jedoch auch mit den Hügelgräbern auf dem Heilbronner Schweinsberg und verortete auf dem Wartberg die Überreste einer bronzezeitlichen Höhenburg mit Ringwall und Graben. Schliz stellte Funde aus allen bedeutenden Epochen der Besiedlung des Heilbronner Raums von der Steinzeit bis ins Mittelalter sicher. Er registrierte auch rund 40 Gräber aus der Übergangszeit der alemannischen zur fränkischen Zeit um 500 n. Chr. auf dem Heilbronner Rosenberg und beschrieb deren Grabbeigaben, u. a. das Beinkästchen von Heilbronn.

Bildtafeln zu einer Veröffentlichung Schliz’ zu Grabbeigaben aus Heilbronn
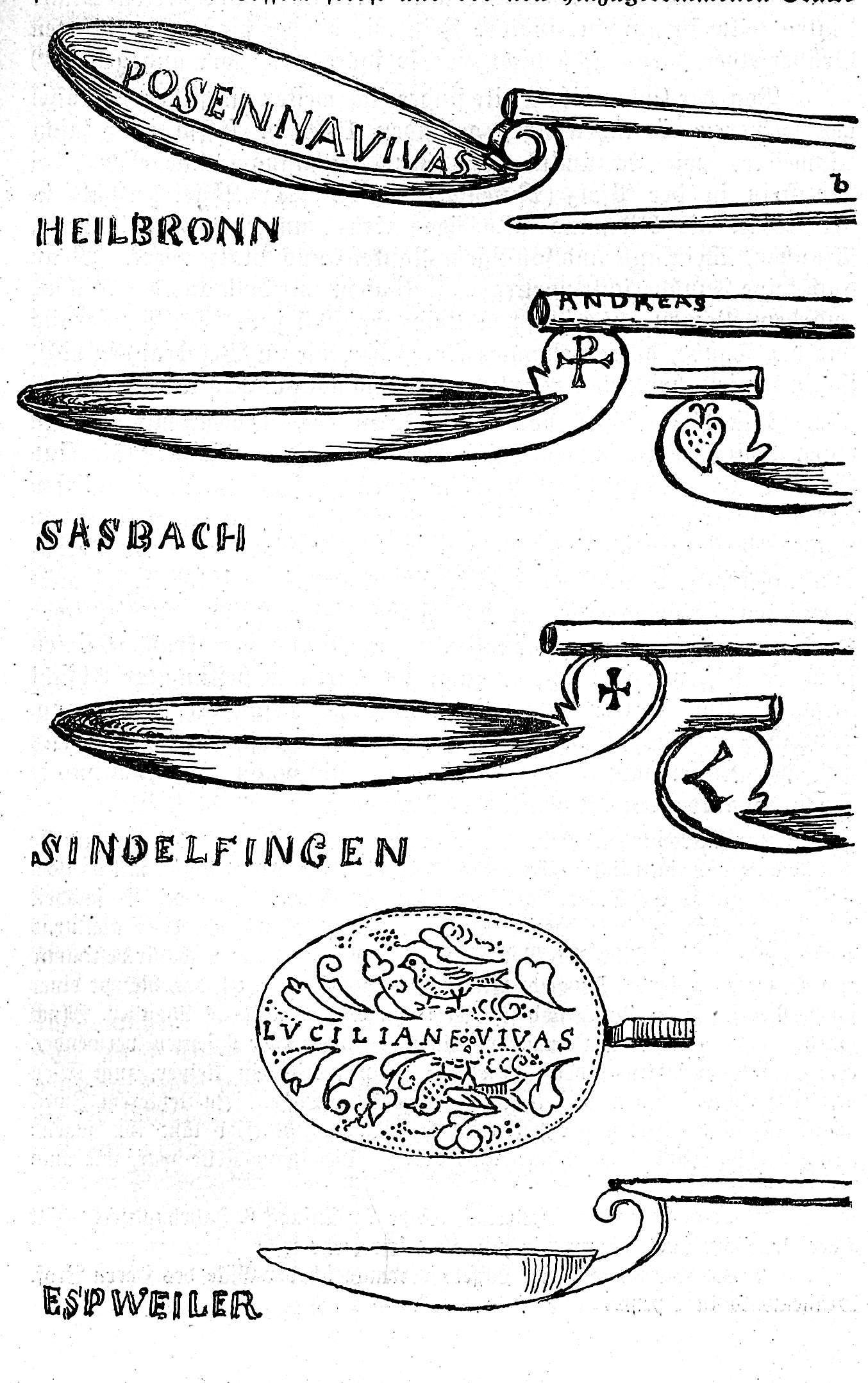
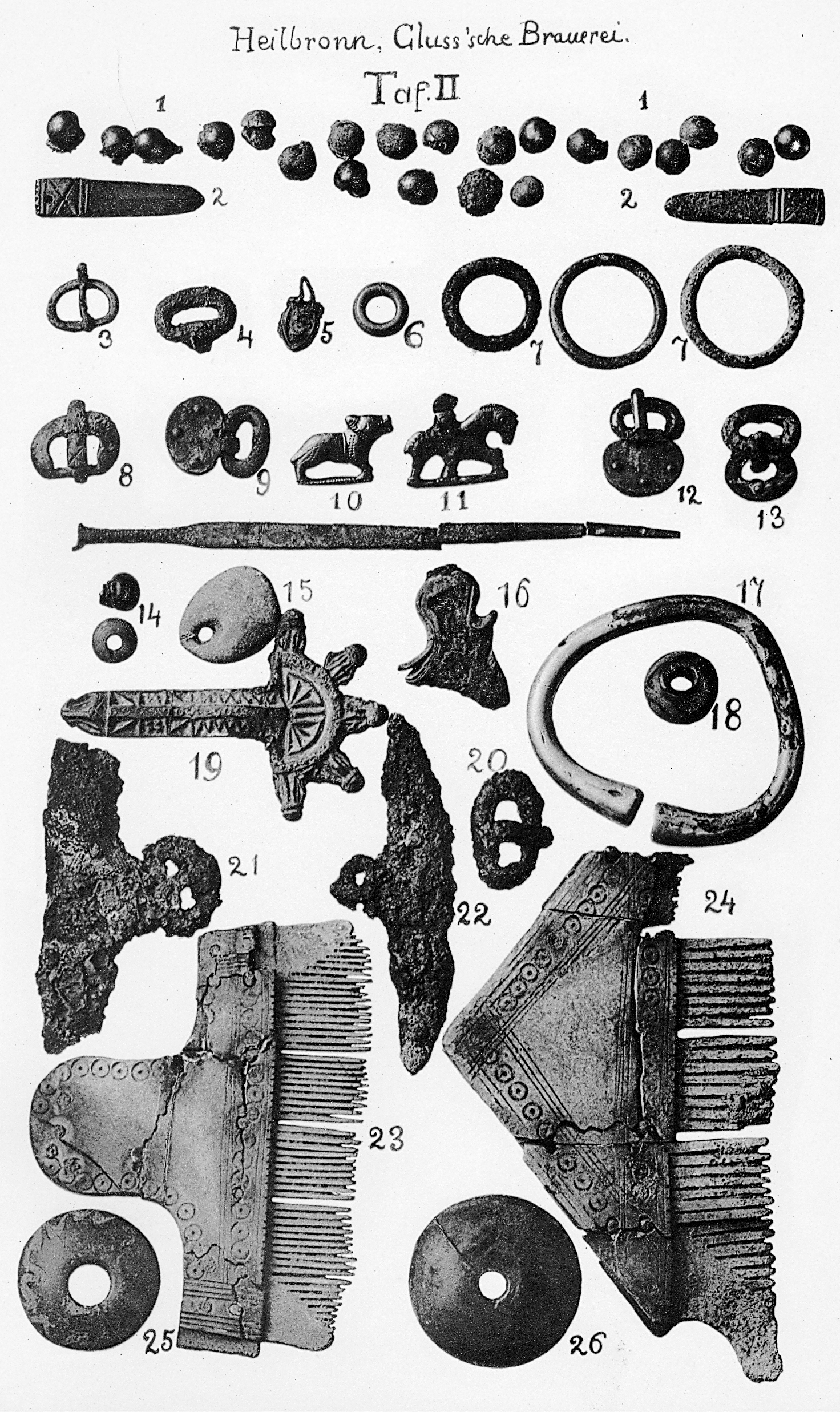
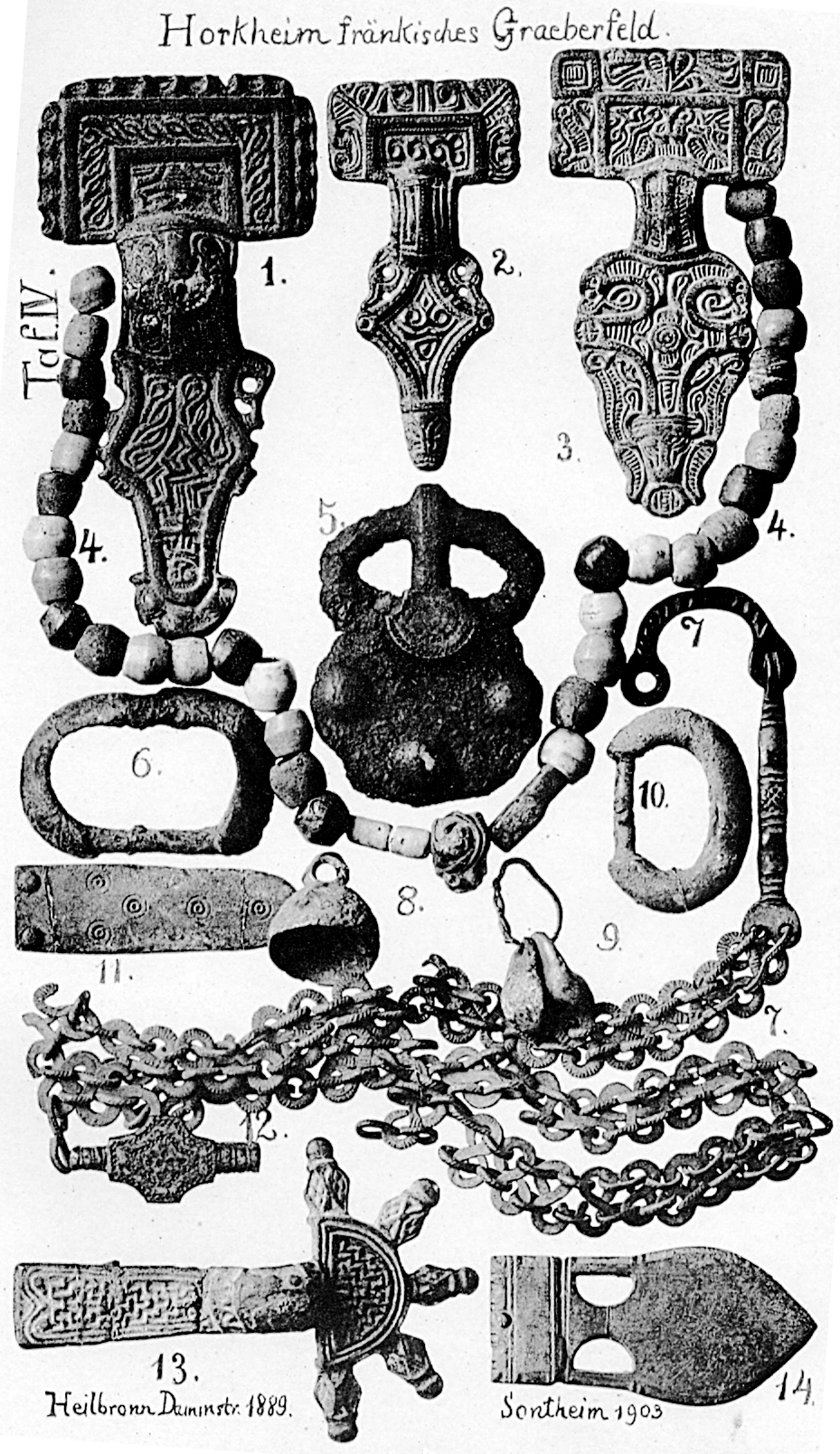
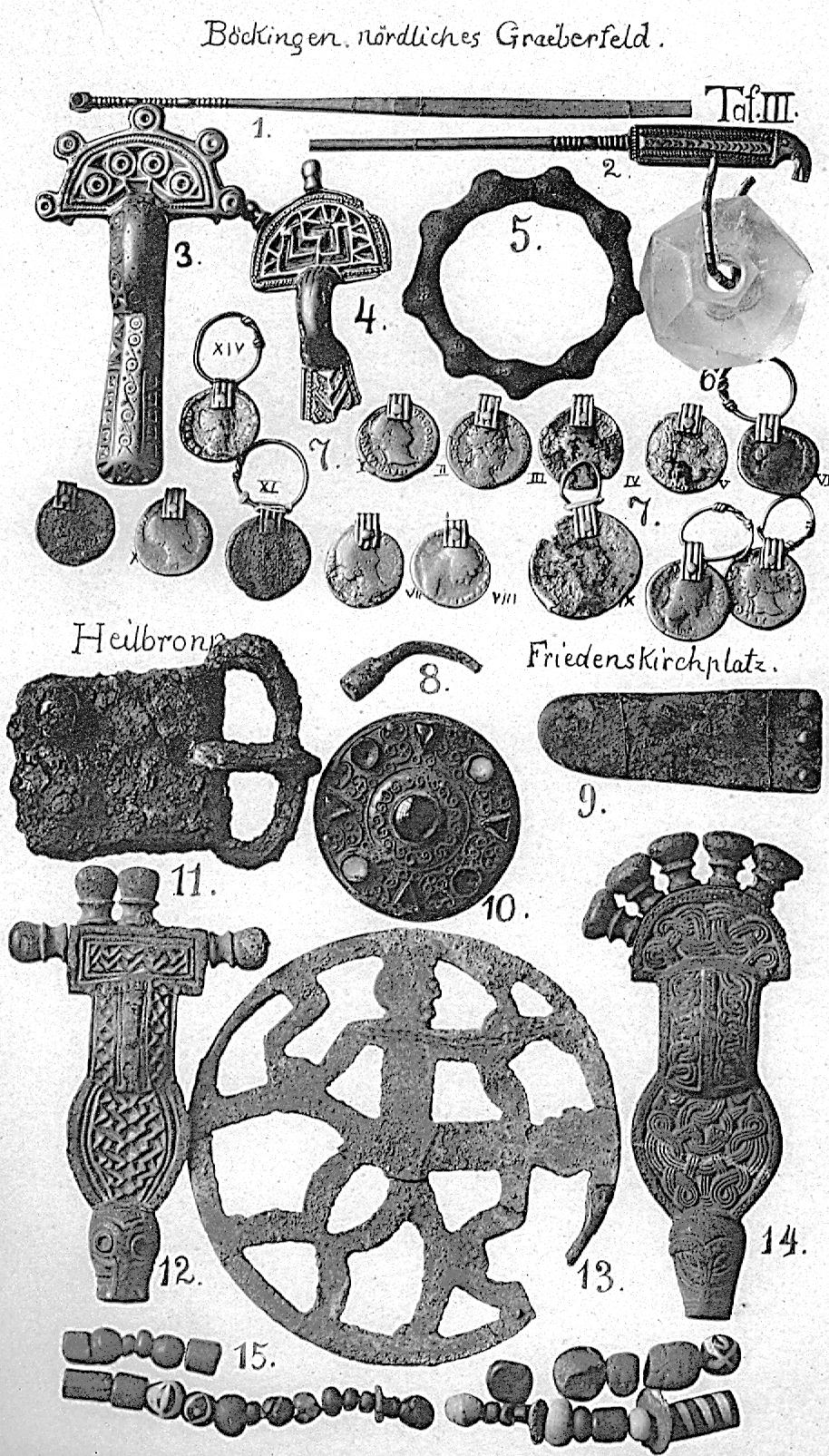

Durch seine Funde konnte Schliz das Historische Museum bedeutend erweitern, außerdem hat er die Sammlung neu geordnet. 1905 erfuhr das Museum im Fleischhaus eine Umgestaltung und wurde neu eröffnet. Am 25. November 1914 wurde ein weiteres Heilbronner Naturkunde-Museum in der ehemaligen Leichenhalle des Alten Friedhofs eröffnet, das unter seiner Förderung entstanden war.
In den rund 15 Jahren von seiner ersten Veröffentlichung 1899 bis zu seinem Tod 1915 verfasste er mehr als 100 Schriften zur Anthropologie und Archäologie. Seine anthropologischen Gedanken und seine Interpretationen mancher Funde sind zwar inzwischen teilweise überholt, sein unbestreitbares Verdienst bleibt dennoch die Erfassung der zahlreichen vorgeschichtlichen Funde in und um Heilbronn, die insbesondere bei den vielen großen Bauvorhaben in der wirtschaftlich prosperierenden Zeit am Ende des 19. Jahrhunderts sowie durch das tiefere Pflügen der Felder mit den damals neuartigen Dampfpflügen zu Tage traten. 1901 erschien seine Veröffentlichung Das steinzeitliche Dorf Großgartach, mit der er die von ihm rekonstruierte Siedlungsform umfassend darstellte. Aus seiner Neuordnung des Historischen Museums im Fleischhaus resultierte 1906 ein bedeutender Katalog, mit dem er bereits ein „lückenloses Bild der Kultur und der geschichtlichen Entwicklung des unteren Neckarlandes von der ältesten Ur- und Vorgeschichte an bis zur Neuzeit“ zeichnete und auf dessen Grundlage 1911 der Beitrag Siedlungswesen und Kulturentwicklung des Neckarlandes in vorgeschichtlicher Zeit entstand. Er fertigte auch zahlreiche plastische Modelle von ihm rekonstruierter Siedlungsformen an.
1909 hatte er den Vorsitz beim Kongress der Deutschen Gesellschaft für Anthropologie, Ethnologie und Urgeschichte in Posen, 1911 fand der Kongress in Schliz' Heimatstadt Heilbronn statt. Die württembergische Regierung entsandte Schliz 1913 als offiziellen Regierungsvertreter zum Anthropologen-Kongress nach Monaco.

## Tod

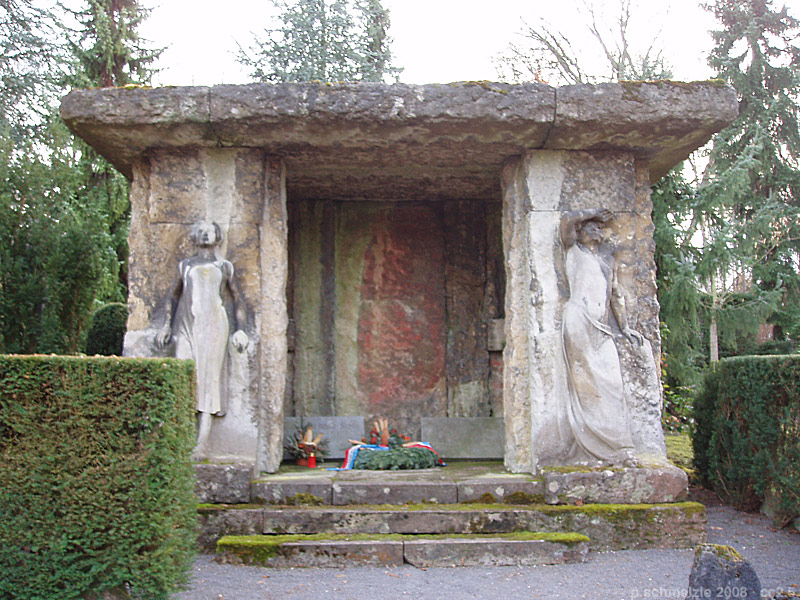
Schliz-Familiengrab auf dem Hauptfriedhof in Heilbronn

Noch 1914 hat sich Schliz krankheitsbedingt von allen Tätigkeiten zurückgezogen, auch wurde er depressiv aufgrund des Kriegsgeschehens. Er verstarb am 22. Juni 1915 im Alter von 65 Jahren und wurde im Schliz-Familiengrab auf dem Heilbronner Hauptfriedhof beigesetzt. Die Grabstätte ist ein von ihm entworfener imposanter Megalithbau, dessen Eingang von zwei lebensgroßen trauernden Kinderfiguren flankiert wird. Die Namen der hier bestatteten Familienangehörigen sind auf einer im Inneren angebrachten Steintafel verzeichnet, die in ihrer Größe und Gestaltung mittelalterlichen Grabplatten ähnelt.

## Würdigung
Auf Betreiben seines gleichnamigen Sohnes Alfred wurde das Naturhistorische Museum im Heilbronner Alten Friedhof 1935 erweitert und nach Alfred Schliz benannt. Das Gebäude und seine Sammlung wurden beim Luftangriff auf Heilbronn 1944 zerstört.
Schliz wurde 1999 aus Anlass seines 150. Geburtstages mit einer Sonderausstellung der Städtischen Museen Heilbronn bedacht.
Die Schlizstraße in Heilbronn ist jedoch nicht nach Alfred Schliz, sondern nach seinem Großvater Joseph Christian von Schliz benannt, dem ersten Oberamtmann und Heilbronner Ehrenbürger.

## Veröffentlichungen
- Der Entwicklungsgang der Erd- und Feuerbestattung in der Bronze- und Hallstattzeit in der Heilbronner Gegend. In: Veröffentlichungen des Historischen Vereins Heilbronn. Bd. 6, 1896/1900, ISSN 0175-9833, S. 1–18.
- Grabstein einer Edelfrau aus dem Geschlecht von Böckingen, aus dem Jahr 1288, aufgefunden beim Umbau der Kirche zu Böckingen, Sommer 1900. In: Veröffentlichungen des Historischen Vereins Heilbronn. Bd. 6, 1896/1900, S. 63–67.
- Das steinzeitliche Dorf Großgartach, seine Keramik und die spätere Besiedlung der Gegend. In: Fundberichte aus Schwaben. Bd. 8, 1900, ISSN 0016-2752, S. 47–59.
- Das steinzeitliche Dorf Grossgartach. Seine Kultur und die spätere vorgeschichtliche Besiedlung der Gegend. Enke, Stuttgart 1901.
- Der Anteil der Alamannen an den Grabfeldern des frühen Mittelalters im Neckargau. In: Veröffentlichungen des Historischen Vereins Heilbronn. Bd. 7, 1900/03, S. 1–42.
- Fränkische und alamannische Kunsttätigkeit im frühen Mittelalter nach dem Bestand der schwäbischen Grabfelder. Verlag des historischen Vereins Heilbronn, Heilbronn 1904, in Verbindung mit Beinkästchen von Heilbronn, abgerufen am 19. Mai 2012.
- Die gallischen Bauernhöfe der Früh-La-Tène-Zeit im Neckargau und ihr Hausinventar. In: Fundberichte aus Schwaben. Bd. 13, 1905, S. 30–57.
- Führer durch die Sammlungen des historischen Museums in Heilbronn. In: Veröffentlichungen des Historischen Vereins Heilbronn. 8, 1903/06, S. 1–114.
- Heilbronner Urgeschichtsforschung und ihre Ergebnisse für das Historische Museum. In: Veröffentlichungen des Historischen Vereins Heilbronn. 9, 1906/09, S. 1–23.
- Siedlungswesen und Kulturentwicklung des Neckarlands in vorgeschichtlicher Zeit. In: Veröffentlichungen des Historischen Vereins Heilbronn. 10, 1909/12, S. 1–56.
- Die vorgeschichtlichen Schädeltypen der deutschen Länder in ihrer Beziehung zu den einzelnen Kulturkreisen der Urgeschichte. In: Archiv für Anthropologie. Bd. 35 = NF Bd. 7, 1909, ZDB-ID 206983-0, S. 239–267 und Bd. 37 = NF Bd. 9, 1910, S. 205–251.
- Siedlungswesen und Kulturentwicklung des Neckarlandes in vorgeschichtlicher Zeit. Beigedruckt in: Festschrift zur 42. Versammlung der Deutschen Anthropologischen Gesellschaft (V. gemeinsame Versammlung der Deutschen und Wiener Anthropologischen Gesellschaft) in Heilbronn a. N. Landerer, Heilbronn 1911, ZDB-ID 1046364-1, separate Zählung.